# My Child Lebensborn
My Child Lebensborn — компьютерная игра в жанре симулятора питомца, разработанная норвежской студией Sarepta Studio и выпущенная компанией Teknopilot для систем iOS, Android, Windows, PlayStation 4 и Nintendo Switch в 2018 году. Игра посвящена теме детей «Лебенсборна» в послевоенной Норвегии начала 1950-х годов и травле; игрок берёт на себя роль приёмного родителя такого ребёнка, должен заботиться о нём наподобие тамагочи и помогать справиться с происходящим. Игра получила положительные отзывы прессы: критики называли игру мрачной и эмоционально тяжёлой, но при этом всё-таки поучительной и стоящей прохождения; она была удостоена Премии Британской Академии в области видеоигр в номинации «Игра, выходящая за пределы развлечений». В 2022 году My Child Lebensborn приобрела в России вирусную популярность среди школьников благодаря роликам в TikTok, вызвав озабоченность со стороны родителей и психологов.

## Игровой процесс
Действие My Child Lebensborn происходит в Норвегии в 1951 году, вскоре после Второй мировой войны. Её персонаж — ребёнок, родившийся во время оккупации страны войсками нацистской Германии от внебрачной связи немецкого солдата и норвежской девушки. Оккупационные власти поощряли такие связи в рамках евгенической программы «Лебенсборн», рассматривая норвежских женщин как идеальных матерей для производства «арийских» детей. Рождённые таким образом дети — порядка 12 тысяч — после войны подвергались дискриминации и травле; некоторые были вывезены в Германию или отправлены в психиатрические лечебницы, другие отданы приёмным родителям. 

Игровой процесс. В нижней части экрана предлагается несколько вариантов ответа на вопрос ребёнка.

В начале игры можно выбрать одного из двух детей — мальчика Клауса или девочку Карин. Приёмный родитель и ребёнок живут в маленьком городке, где приёмный родитель работает на заводе; по вечерам и выходным они могут гулять по лесу, собирая грибы и ягоды, или ловить рыбу в озере. В начале игры ребёнку семь лет, и он должен в первый раз пойти в школу. Начало игры протекает спокойно — ребёнок предвкушает, как будет учиться и заведёт новых друзей. В действительности его ожидает враждебность со стороны сверстников, учителей и общества в целом и всё более тяжёлые издевательства — его могут толкать, привязывать верёвкой к дереву; под действием перенесённых травм ребёнок может перестать ходить в душ или есть. Сами обидчики — одноклассники и взрослые — в игре не показаны, о них игрок узнает только со слов и из рисунков ребёнка. Задача игрока — не просто воспитать ребёнка, но позаботиться о нем, чтобы он вырос счастливым и удовлетворенным жизнью.
Игровой процесс в My Child Lebensborn разделён на дни; каждый день игрок получает два очка действия, которые может потратить тем или иным образом. У ребёнка есть несколько шкал потребностей — игрок должен следить за тем, чтобы они не опустели, подобно игре с тамагочи; например, если ребёнок возвращается домой вымазанным в грязи, родитель должен искупать его, чтобы вернуть к нормальному уровню шкалу «чистоты». Чтобы ребёнок не оставался голодным, родитель должен готовить еду из купленных или собранных на прогулках ингредиентов; необходимо менять подопечному костюмы и чинить порванную одежду, заниматься вместе рисованием и читать сказки на ночь. Игра требует от игрока принимать и экономические решения — по воле игрока родитель может проводить больше времени на работе, пытаясь заработать денег, или дома с ребёнком, тратя накопленные ресурсы. Если игрок не будет достаточно заботиться о ребёнке, подопечный сбежит из дома. 
Важную роль в геймплее играют текстовые диалоги с ребёнком, где игрок в роли приёмного родителя должен выбрать один из вариантов ответа — родитель реагирует на ту или иную ситуацию, например, травлю в школе, и даёт ребёнку советы. Когда ребёнок приходит из школы, игрок должен понять, в каком он настроении, и действовать соответственно. My Child Lebensborn содержит и текстовые материалы, оформленные как записи в дневнике, газетные статьи и письма, которые читает родитель — из них уже сам игрок может узнать больше о прошлом ребёнка, преступлениях немцев и послевоенном отношении норвежцев к периоду оккупации. Игра разбита на главы; в конце каждой главы подводятся итоги — в частности, игра показывает, какие варианты реплик игрок выбирал чаще всего и выражают ли они оптимизм, настойчивость или честность с ребёнком. Игрок также может увидеть при подведении итогов, какие ключевые решения — например, объяснять ли ребёнку, что такое нацизм, или попытаться ли связаться с его настоящими родителями — принимали другие игроки по всему миру. В игре единая концовка для всех дошедших до конца игроков, независимо от принятых решений — действия игрока влияют лишь на черты характера ребёнка, то, как он воспринимает мир и относится к окружающим. Полное прохождение игры занимает около 4—5 часов.

## Разработка
До создания игры продюсер Элин Фестёй — соосновательница хамарской продакшн-компании Teknopilot – работала над документальным фильмом о детях «Лебенсборна»; ей хотелось найти для этой темы более широкую аудиторию, а также создать у зрителей чувство эмпатии по отношению к детям. Фестёй ранее не занималась разработкой игр — она в прошлом работала в журналистике и сфере связей с общественностью, позже начала продюсировать документальные фильмы. К теме детей «Лебенсборна» Фестёй подтолкнули судебные процессы в 2000-х годах: с 2002 года норвежские суды рассматривали ряд исков о насилии над детьми, которое творилось в послевоенный период. Фестёй волновала мысль о том, что об этом теперь знают лишь немногие; она так считала, что сегодняшняя молодежь должна знать, что «война не заканчивается с концом боевых действий: ненависть остаётся». Фестёй, однако, сознавала, что документальный фильм на эту тему вряд ли будет особенно популярным — в нём можно показать стариков, которые будут говорить о своих детских годах, но детей зритель не увидит. Таким образом продюсер пришла к идее мобильной игры. Ситуации в игре основаны на реальных историях детей «Лебенсборна»
Фестёй познакомилась с разработчицей Катариной Бёлер из студии Sarepta Studio, которая в это самое время работала над игрой о воспитании детей. Фёстей и Бёлер решили соединить свои идеи в то, что Фестёй называла «своего рода документальной игрой». Они получили государственный грант от Норвежского института кинематографии на сумму, эквивалентную 9 тысячам фунтов стерлингов; позже проект успешно прошёл через краудфандинговую кампанию на платформе Kickstarter, собрав ещё около 15 тысяч долларов США. Бёлер называла в качестве основных источников вдохновения такие игры, как «Говорящая Анджела» — как образец жанра симулятора питомца, Papers, Please — как пример игры, способной заставить игрока переживать даже за находящуюся за кадром семью и This War of Mine — как доказательство того, что «отчаянно депрессивные игры» могут всё-таки увлекать игрока.
Бёлер отмечала, что требование сделать игру исторически достоверной накладывало на разработку свои ограничения — сотрудники Sarepta Studio тратили много времени на поиск исторической информации, но это стимулировало креативность разработчиков и помогало думать не так, как все. Бёлер приводила такой пример: по начальной задумке, в ванной ребёнок должен был играть с резиновой уточкой. Оказалось, что в 1951 году таких уточек просто не существовало, и игрушку из игры пришлось вырезать. Решение не показывать в игре других людей-обидчиков тоже было сознательным: художники поначалу пытались изобразить их, но эти персонажи выглядели слишком «нормальными» или, наоборот, слишком карикатурными. В итоге студия решила оставить в игре только детские рисунки с грубо накаляканными фигурами. Разработчики объясняли нежелание делать в My Child Lebensborn «хорошие» и «плохие» концовки этическими причинами: My Child Lebensborn основана на судьбах реальных детей, и возможность заслужить «хорошую» концовку могла бы быть воспринята как морально неверное послание тем, кто переживает трудности в реальной жизни: дескать, вы могли бы изменить свою судьбу, принимая какие-то более правильные решения.

### Цензурные проблемы
My Child Lebensborn и чешская игра Attentat 1942 стали первыми за много лет официально выпущенными в Германии  компьютерными играми, содержащими изображение свастики — с начала 1990-х годов немецкие власти категорически запрещали выпуск в стране игр с незацензуренным изображением свастики, независимо от их содержания (Параграф 86а Уголовного кодекса Германии).
В апреле 2019 года, вскоре после награждения премией Британской Академии, магазин Google Play на некоторое время заблокировал доступ к игре в Германии, Австрии, России и Франции из-за наличия в игре запрещённого в этих странах контента. Разъясняя ситуацию, представитель Google заявил: «Эта игра не нарушает нашу политику в отношении чувствительного контента в большинстве стран, но на нескольких рынках — нарушает».

## Отзывы и популярность
| Иноязычные издания     | Иноязычные издания |
| Издание                | Оценка             |
| ---------------------- | ------------------ |
| Pocket Gamer           | [ 11 ]             |
| The Indie Game Website | 8/10               |
| Multiplayer.it         | 8,2/10             |
| TheXboxHub             | [ 16 ]             |

Маттиас Крейенбринк из Der Spiegel отмечал, что за простыми механиками симулятора питомца в My Child Lebensborn лежит серьёзная история о горе ребёнка и о беспомощности матери-одиночки. На его взгляд, игру нельзя было назвать развлечением или способом приятно провести время, но всё-таки игры, подобные My Child Lebensborn, поучительны: они дают игроку возможность пожить жизнью другого человека, испытать нечто — чтобы это нечто никогда больше не повторялось. По мнению Колина Кэмпбелла из Polygon, My Child Lebensborn — это прежде всего игра о травле: пусть её действие и помещено в послевоенную Норвегию, но игра поднимает вневременные темы: эмоциональный вред, который приносит буллинг, тот факт, что взрослые зачастую ничуть не меньше виноваты в травле, чем дети. Она может служить утешением и наставлением жертв травли — в настоящем или прошлом, так что в какой-то мере это «игра для всех». 
Саймон Паркин из The Guardian называл игру «бесстрашной», «жестокой и непоколебимой» с точки зрения поднятых тем; он признавал, что играть было трудно — по мнению Паркина, это угнетающий, психологически напряжённый и однообразный процесс, но всё-таки оставляющий у игрока неизгладимые впечатления: «не все игры должны быть весёлыми для того, как работать так, как надо». Эмили Соуден из Pocket Gamer сочла игру стоящей прохождения «по цене чашки кофе», хотя и портящей иногда настроение настроение игроку, но содержащей и более радостные моменты — My Child Lebensborn, по словам обозревателя, учит игрока вещам, о которых не рассказывают на уроках истории в школе.
Журналист «Российской газеты» Владимир Емельяненко заявлял на основании интервью с школьниками-игроками и психологом, что игра «не продумана» или даже выстроена так, что сама приводит игрока «к тому, что культивировала [реальная программа] „Лебенсборн“ – к концлагерю власти через агрессию». Анастасия Никушина из журнала «Мел» отмечала, что слишком эмоциональные отзывы родителей, которые переживали, что их дети «играют в усыновление бывших „фашистских“ детей», напоминают реальную реакцию общества, с которой сталкивались дети «Лебенсборна» после падения режима. Она, впрочем, уделяла внимание более сдержанным отзывам: родители считали сюжет игры слишком плоским и порой натянутым и жаловались, что среди вариантов ответа, которые игра предлагает выбрать игроку, порой нет правильных вариантов. Как «Российская газета», так и «Мел» особо негативно отмечали выражение «плоды любви», использованное в русской версии игры по отношению к детям «Лебенсборна» — многие из этих детей появились на свет в результате изнасилования, и это выражение казалось неуместным. При этом оба издания приводили отзывы игроков-школьников, у которых игра, основанная на реальных событиях, вызвала сопереживание к персонажам и интерес к истории Второй мировой войны и послевоенного периода.
Игра получила премию Британской Академии в области видеоигр (BAFTA) в номинации «Игра, выходящая за пределы развлечений» (англ. Game Beyond Entertainment).
На 2022 год продажи игры в сумме на всех платформах превысили 2 миллиона копий.

### Всплеск популярности в России
В январе 2022 года игра неожиданно приобрела вирусную популярность в России благодаря роликам в TikTok. «Российская газета» отмечала, что в сети есть тысячи обзоров на игру от детей 7—9 лет, относящихся к воспитанию Клауса или Карин скорее как к «занятному квесту» или тамагочи, чем к серьезной игре на тему родительства или нацизма; они часто просили родителей помочь с прохождением игры. Дети постарше разнились в поведении — если одни подростки проникались страданиями персонажа и помогали ему, то другие проявляли агрессию к виртуальному ребёнку. 
Профессор психологии Владимир Кудрявцев, комментируя «Российской газете» интерес школьников к игре, замечал, что это естественная детская реакция — проявление обострённого чувства справедливости или агрессии, а иногда и того, и другого вместе; по мнению психолога, дети и не могли себя вести иначе, примеряя на себя «роль родителя заведомо неблагополучного ребенка», к тому же в ситуации «гарантированного проигрыша». Он сравнивал игру с жестокими тренингами личностного роста, призванными «дрессировать» человека через унижения и оскорбления. При этом Кудрявцев рекомендовал родителям играть в игру вместе с ребёнком, пытаться понять, склонен ли школьник спасать, наказывать или преследовать виртуального подопечного; если ребёнок проявлял «агрессию „хозяина“» по отношению к Клаусу или Карин, это могло говорить о проблемах в реальной жизни.

## Наследие
На волне успеха игры разработчики создали благотворительный фонд Children Born of War Project, призванный привлекать внимание общественности к проблемам «детей, рождённых войной» — то есть детей местных женщин и солдат армий других стран, как во время войн, так и после них. Teknopilot и Sarepta Studio сами пожертвовали в этот фонд сумму в 1 миллион норвежских крон. В 2021 году Фестёй объявила о начале разработки игры-продолжения.

## Комментарии
1. ↑  Дословно с англ.: «Моё дитя „Лебенсборна“»; на русском языке мобильная версия игры была доступна под названием «Моё дитя Lebensborn»[4].